# 今川範氏
今川 範氏（いまがわ のりうじ）は、南北朝時代前期の守護大名。駿河今川氏の第2代当主。

## 生涯
文和2年（1353年）に父範国から家督を譲られて当主となる。しかし父が存命し、武将として弟の貞世の方が優れていたため、影が薄い存在であった。ただし、実際の家督は貞世が相続していた可能性もある。
貞治4年（1365年）4月に死去、享年50。長男の氏家は同年10月9日に足利義詮から正式に守護に任じられているが、間もなく亡くなっているため、僧侶だった次男の泰範が還俗して後を継いだ。

## 系譜
- 父：今川範国
- 母：不詳
- 妻：不詳
  - 長男：今川氏家
  - 次男：今川泰範